# Frente para a Salvação Nacional
Frente pela Salvação Nacional (em inglês:  Front for National Salvation, FRONASA) foi um grupo rebelde ugandense formado por Yoweri Museveni em 1973. O Kikosi Maalum (liderado por Milton Obote) e a FRONASA, assim como vários grupos menores incluindo o Movimento Salve Uganda e a União da Liberdade de Uganda formaram o Exército de Libertação Nacional do Uganda (cujo braço político seria a Frente Nacional de Libertação do Uganda), em 1979 para lutar ao lado de forças da Tanzânia contra Idi Amin na Guerra Uganda-Tanzânia, que provocou o fim do regime de Amin.